# Mikko Härkin
Mikko Härkin est un musicien finlandais né le 25 mai 1979 à Keitele. Il est plus connu pour avoir joué les claviers avec Sonata Arctica de 2000 à 2002, enregistrant avec le groupe deux albums dont un album live. Il joue avec d'autres groupes dont Kenziner, Mehida, Divinefire et Cain's Offering (où il joue avec l'ex-guitariste de Sonata Arctica Jani Liimatainen).

## Sources
- Mikko Härkin Fan Site
- Site Officiel de Mehida
- Site Officiel de Divinefire